# Ílici
Ílici o Íl·lici (en llatí: Ilici o Illici), en grec Hèlice (Ἑλίκη Helikē), fou una població ibèrica i, posteriorment, colònia romana de la península Ibèrica. Es correspon amb la ciutat d'Elx, i les seves restes arqueològiques es troben al jaciment de l'Alcúdia.
Es tracta d'una població ibèrica fundada el segle v aC. Després de la Primera Guerra Púnica, els cartaginesos, liderats pels bàrcides, centraren la seva expansió en la península Ibèrica per raons econòmiques i estratègiques, atès que Cartago necessitava amb urgència els metalls preciosos de les conques mineres de Sierra Morena perquè les seues arques havien romàs buides. Així doncs, cap al 229 aC, Hamílcar Barca va arribar a la península i va reduir nombroses poblacions al seu domini, i tot seguit va fundar Acra Leuce (actualment Alacant). La ciutat d'Hèlice, però, es va resistir, i Hamílcar hi va posar setge (228 aC). Els habitants d'Hèlice reclamaren ajuda dels seus veïns oretans, òlcades i vetons, i finalment alçaren el setge i feren fugir Hamílcar, que va caure a un riu i va morir anegat. Malgrat que hi ha autors que identifiquen aquesta Hèlice amb altres poblacions, com ara Elche de la Sierra, en general se sol entendre que es tracta de la ciutat ibera d'Ílici.
Anys més tard, després de la Segona Guerra Púnica, la zona va ser conquerida pels romans, i Ílici s'incorporà a la República. No obstant això, Ílici continuà funcionant com a ciutat ibèrica fins al segle i aC: fou llavors que l'emperador August instal·là a la vall del Vinalopó tota una remesa de veterans (en), que repoblaren la zona, i de la mà del cònsol Estatili Taure, va refundar la ciutat com a colònia romana. Va ser llavors que Ílici es convertí en una vertadera ciutat romana, que es pot visitar al jaciment arqueològic de l'Alcúdia. Ílici resistí la crisi del segle III, però cap al segle v els senyals de decadència ja eren ben visibles. El segle viii, després de la conquesta islàmica, va ser refundada, conservant el nom, una mica més al nord, embrió de l'actual Elx.